# Elisário Bahiana
Elisiário Antônio da Cunha Bahiana (Rio de Janeiro, 4 de dezembro de 1891 — São Paulo, 1980) foi um arquiteto brasileiro, e professor universitário.
Foi um profissional voltado a arquitetura de tendências art déco, foi também paisagista.

## Obras
(Relação parcial.)
- Edifício ''A Noite'', 1927-1929 (junto com Joseph Gire)[1]
- Edifício Saldanha Marinho, 1933
- Viaduto do Chá São Paulo, (reconstrução) 1938.[3]
- Edifício João Brícola/Mappin, 1939.
- Jockey Club de São Paulo, 1941 [4]